# Ian McShane
Ian David McShane (Blackburn, 29 de setembro de 1942) é um actor britânico.

## Biografia
É filho do futebolista profissional Harry McShane, que jogou no Manchester United.
Estudou na Royal Academy of Dramatic Arts e fez a sua primeira aparição no cinema em The Wild and the Willing, filme de 1962.
Apesar de mais conhecido pelas suas aparições televisivas, Ian McShane tem uma longa carreira no teatro, actuando em Londres, na peça Loot, de Joe Horton, e ao lado de Judi Dench em The Promise, de Aleksei Arbuzov.
No final dos anos 1980 fundou a sua própria produtora, a McShane Productions, que foi responsável por um dos maiores sucessos televisivos do Reino Unido, Lovejoy (1986), que o próprio Ian McShane protagonizava, mas também realizava.
Em 2005 venceu o Golden Globe Award para Melhor Actor pela sua participação na série Deadwood. Também esteve nomeado para o Emmy, mas acabou por não ganhar.
Dublou o vilão Tai Lung em Kung Fu Panda (2008).
Nos anos 1970, Ian McShane viveu Judas Iscariotes na produção de Franco Zefirelli Jesus de Nazaré, ao lado de Robert Powell.
Interpretou o "Barba Negra" na aventura do capitão Jack Sparrow, Pirates of the Caribbean: On Stranger Tides e fará Caesar, um dos anões de Snow White and the Huntsman.
Interpretou Winston, dono do Hotel Continental, na franquia John Wick.

## Filmografia

### Cinema
| Ano  | Título original                             | Título em português                                                                                     | Papel                 |
| ---- | ------------------------------------------- | --- | --------------------- |
| 1962 | The Wild and the Willing                    | Um Grito de Revolta                                                                                     | Harry Brown           |
| 1965 | The Pleasure Girls                          | | Keith Dexter          |
| 1966 | West and Crooked (aka Gypsy Girl)           | Uma Sombra em Minha Alma                                                                                | Roibin Krisenki       |
| 1969 | If It's Tuesday, This Must Be Belgium       | Enquanto Viverem as Ilusões                                                                             | Charlie Cartwright    |
| 1969 | Battle of Britain                           | A Batalha da Grã-Bretanha                                                                               | Sgt. Pilot Andy       |
| 1970 | Pussycat, Pussycat, I Love You              | | Fred C. Dobbs         |
| 1970 | The Ballad of Tam-Lin                       | | Tom Lynn              |
| 1971 | Freelance                                   | | Mitch                 |
| 1971 | Villain                                     | | Wolfe Lissner         |
| 1972 | Left Hand of Gemini                         | |                       |
| 1972 | Sitting Target                              | | Birdy Williams        |
| 1973 | The Last of Sheila                          | O fim de Sheila (BR)                                                                                    | Anthony               |
| 1975 | Ransom                                      | | Ray Petrie            |
| 1975 | Journey into Fear                           | | Banat                 |
| 1977 | Jesus of Nazareth                           | Jesus de Nazaré (BR)                                                                                    | Judas                 |
| 1979 | The Great Riviera Bank Robbery              | | The Brain             |
| 1979 | The Fifth Musketeer                         | | Fouquet               |
| 1979 | Yesterday's Hero                            | | Rod Turner            |
| 1981 | Cheaper to Keep Her                         | | Dr. Alfred Sunshine   |
| 1983 | Exposed                                     | Entre a Vida e a Morte (BR)                                                                             | Greg Miller           |
| 1985 | Ordeal by Innocence                         | | Philip Durant         |
| 1985 | Too Scared to Scream                        | | Vincent Hardwick      |
| 1985 | Torchlight                                  | | Sidney                |
| 1987 | Grand Larceny                               | | Flanagan              |
| 1999 | Babylon 5: The River of Souls               | | Robert Bryson, Ph.D.  |
| 2000 | Sexy Beast                                  | | Teddy Bass            |
| 2002 | Bollywood Queen                             | | Frank                 |
| 2002 | Age of Mythology                            | | Argod                 |
| 2003 | Agent Cody Banks                            | O Agente Teen (BR) /Cody Banks - Agente de Palmo e Meio (PT)                                            | Dr. Brinkman          |
| 2003 | Nemesis Game                                | | Jeff Novak            |
| 2005 | Nine Lives                                  | Questão de Vida (BR) / Nove Mulheres, Nove Vidas (PT)                                                   | Larry                 |
| 2005 | Age of Empires III                          | | Delgado               |
| 2006 | Scoop                                       | Scoop - O grande furo (BR) / Scoop (PT)                                                                 | Joe Strombel          |
| 2006 | We Are Marshall                             | | Paul Griffen          |
| 2007 | Shrek the Third                             | Shrek Terceiro (BR) / Shrek o Terceiro (PT)                                                             | Capitão Gancho        |
| 2007 | Hot Rod                                     | Rod Radical (PT)                                                                                        | Frank Powell          |
| 2007 | The Seeker                                  | "Os Seis Signos da Luz" (BR)                                                                            | Merriman Lyon         |
| 2007 | The Golden Compass                          | A Bússola de Ouro (BR) / A Bússola Dourada (PT)                                                         | Ragnar Sturlusson     |
| 2008 | Kung Fu Panda                               | Kung Fu Panda (BR) / O Panda do Kung Fu (PT)                                                            | Tai Lung              |
| 2008 | Death Race                                  | Corrida Mortal (BR/PT)                                                                                  | Tecnico               |
| 2009 | Coraline                                    | Coraline e o Mundo Secreto (BR) / Coraline e a Porta Secreta (PT)                                       | Mr. Bobinsky          |
| 2009 | Case 39                                     | Caso 39 (BR/PT)                                                                                         | Detective Mike Barron |
| 2009 | 44 Inch Chest                               | Código de Sangue (BR)                                                                                   | Meredith              |
| 2010 | The Sorcerer's Apprentice                   | O Aprendiz de Feiticeiro (BR/PT)                                                                        | Narrador              |
| 2010 | Kung Fu Panda Holiday                       | Kung Fu Panda Holiday (BR)                                                                              | Tai Lung              |
| 2011 | Pirates of the Caribbean: On Stranger Tides | Piratas do Caribe: Navegando em Águas Misteriosas (BR) / Piratas das Caraíbas: Por Estranhas Marés (PT) | Barba Negra           |
| 2012 | Snow White and the Huntsman                 | Branca de Neve e o Caçador (BR)                                                                         | Beith                 |
| 2013 | Jack the Giant Slayer                       | Jack, o Caçador de Gigantes                                                                             | King Brahmwell        |
| 2014 | Hércules                                    | Hércules                                                                                                | Amphiarus             |
| 2014 | John Wick                                   | John Wick: De Volta ao Jogo                                                                             | Winston               |
| 2017 | John Wick: Chapter Two                      | John Wick: Capítulo 2: Um Novo dia para Matar                                                           | Winston               |
| 2019 | Hellboy                                     | Hellboy                                                                                                 | Trevor Bruttenholm    |
| 2019 | John Wick: Chapter 3 - Parabellum           | John Wick: Capítulo 3: Parabellum                                                                       | Winston               |
| 2023 | John Wick: Chapter 4                        | John Wick 4: Baba Yaga                                                                                  | Winston               |

### Televisão
| Ano         | Título original          | Título em português                                       | Papel                                |
| ----------- | ------------------------ | --------------------------------------------------------- | ------------------------------------ |
| 1967        | Wuthering Heights        |                                                           | Heathcliff                           |
| 1975        | Space: 1999              | Espaço:1999 (BR/PT)                                       | Anton Zoref                          |
| 1977        | Roots                    | Raízes (BR/PT)                                            | Sir Eric Russell                     |
| 1977        | Jesus of Nazareth        | Jesus de Nazaré (BR/PT)                                   | Judas Iscariotes                     |
| 1978        | Will Shakespeare         |                                                           | Christopher Marlowe                  |
| 1978        | Disraeli                 |                                                           | Benjamin Disraeli                    |
| 1981        | Magnum, P.I.             |                                                           | David Norman / Edwin Clutterbuck     |
| 1982        | Marco Polo               |                                                           | Ali Ben Yussouf                      |
| 1983        | Grace Kelly              |                                                           | Príncipe Rainier de Monaco           |
| 1985        | Evergreen                |                                                           | Paul Lerner                          |
| 1985        | A.D.                     |                                                           | Sejanus                              |
| 1986 - 1994 | Lovejoy                  |                                                           | Lovejoy                              |
| 1987        | Miami Vice               |                                                           | Esteban Montoya / Gen. Manuel Borbon |
| 1988        | War and Remembrance      |                                                           | Philip Rule                          |
| 1989        | Dallas                   | Dallas (BR/PT)                                            | Don Lockwood                         |
| 1989        | Minder                   |                                                           | Jack Last                            |
| 2002        | The West Wing            | Nos Bastidores do Poder (BR) Os Homens do Presidente (PT) | Negociador Russo Nikolai Ivanovich   |
| 2002        | In Deep                  |                                                           | Jamie Lamb                           |
| 2003        | Trust                    |                                                           | Alan Cooper-Fozzard                  |
| 2004-2006   | Deadwood                 |                                                           | Al Swearengen                        |
| 2008        | SpongeBob SquarePants    | Bob Esponja Calça Quadrada (BR)                           | Gordon                               |
| 2009        | Kings                    |                                                           | Silas Benjamin                       |
| 2010        | The Pillars of the Earth | Os Pilares da Terra (BR)                                  | Bispo Waleran Bigod                  |
| 2012        | American Horror Story    | American Horror Story (BR)                                | Leigh Emerson                        |
| 2013        | Ray Donovan              | Ray Donovan                                               | Andrew Finney                        |
| 2016        | Game of Thrones          | Game of Thrones (BR)                                      | Septão Ray                           |
| 2017        | American Gods            | Deuses americanos                                         | Mr. Wednesday                        |
| 2020        | Law and Order: SVU       | Lei e Ordem: Unidade de Vítimas Especiais                 | Tobias Moore                         |